# Strahlenberg (Calvörde)

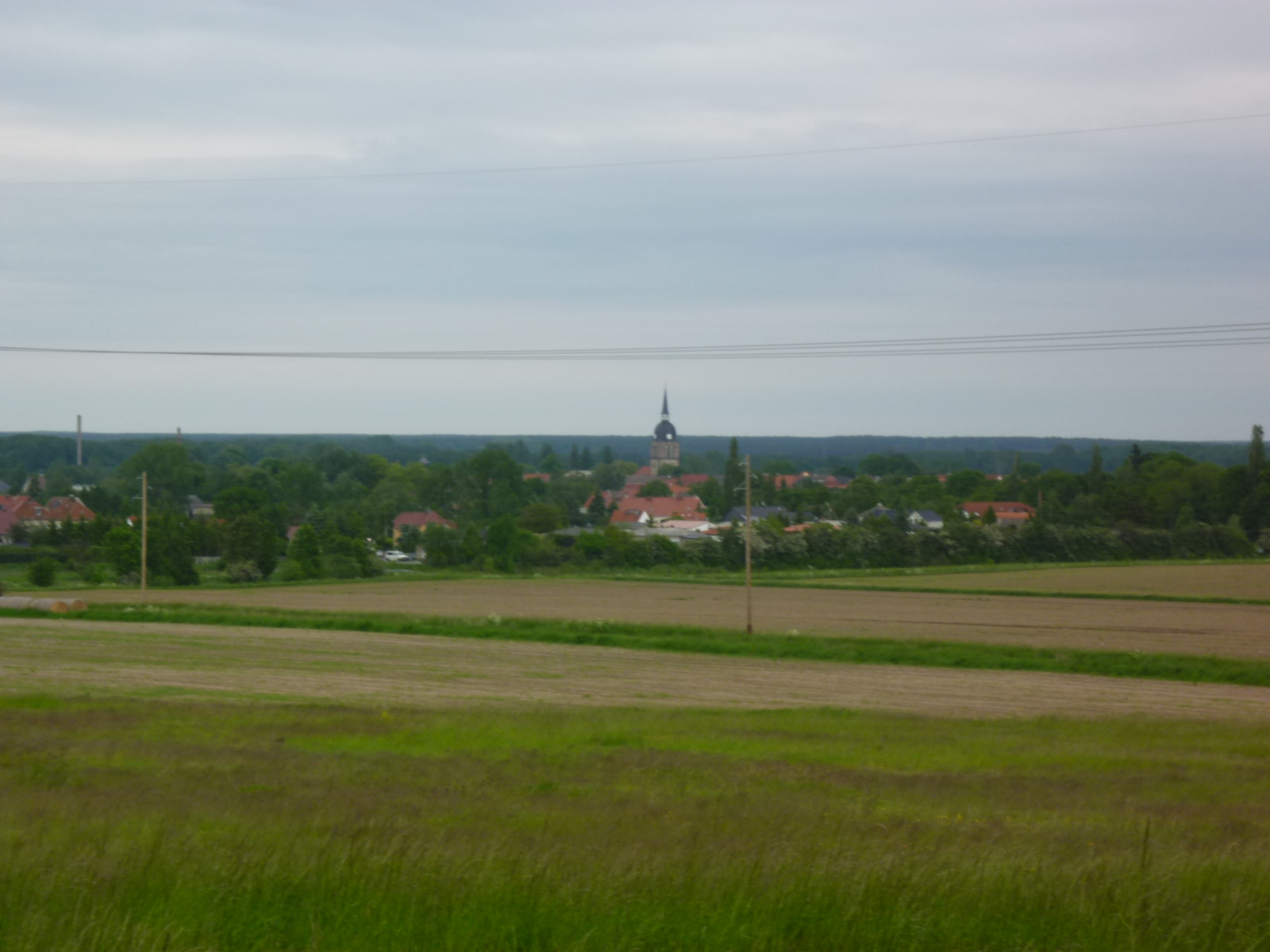
Blick vom Strahlenberg, Richtung Calvörde

Der Strahlenberg ist eine 83,4 m ü. NHN hohe Erhebung der Calvörder Berge. Er liegt beim Kernort der Gemeinde Calvörde im sachsen-anhaltischen Landkreis Börde.

## Geographie

### Lage
Der Strahlenberg erhebt sich im Nordteil der Calvörder Berge. Er liegt zwischen den Dörfern Calvörde im Ostsüdosten und Velsdorf im Nordwesten. Südlich befindet sich der Mörderberg (116,8 m), südwestlich der Lange Berg (106 m) und nordwestlich der Lauseberg (90,5 m). Nördlich liegt das Waldgebiet Isernhagen. Nach Osten hin fällt die Landschaft zum Mittellandkanal hin ab. Zwischen den Ortschaften Calvörde und Wegenstedt verläuft nordöstlich des Strahlenbergs die Kreisstraße 1651 und einiges südlich des Bergs die Landesstraße 24.

### Naturräumliche Zuordnung
Der Strahlenberg gehört in der naturräumlichen Haupteinheitengruppe Weser-Aller-Flachland (Nr. 62), in der Haupteinheit Ostbraunschweigisches Flachland (624) und in der Untereinheit Obisfelder-Calvörder Endmoränenplatten (624.5) zum Naturraum Calvörder Hügelland (624.53).

## Beschreibung und Geschichte
Der Strahlenberg ist von landwirtschaftlich genutzten Flächen bedeckt. Unweit des Berges lag früher das Dorf Isern, das heute wüst ist. Auf dem Berg stand einst eine Windmühle und südlich liegt das ehemalige Kalksandsteinwerk von Calvörde.